# Пьянета, Франческо
Франче́ско Пьяне́та (итал. Francesco Pianeta; 8 октября 1984, Корильяно-Калабро, Калабрия, Италия) — итальянский боксёр-профессионал, выступающий в супертяжёлой весовой категории. Чемпион Европейского союза по версии EBU-EU в тяжёлом весе (2008—2009). Чемпион Европы по версии WBO в тяжёлом весе (2014). Двукратный претендент на титул чемпиона мира.

## Биография
Франческо Пьянета родился в Италии, городе Корильяно-Калабро. Когда ему было 6 лет, с семьёй эмигрировали в Германию.
Прежде чем заняться профессиональным боксом, Пьянета занимался Муай тай, где провёл 10 поединков, 9 из которых выиграл.

## Профессиональная карьера
Франческо Пьянета дебютировал на профессиональном ринге в 2005 году. Провёл 14 рейтинговых поединков.
В феврале 2008 года завоевал молодёжный титул чемпиона мира по версии WBC, нокаутировав в 3-м раунде Доннелла Виггинса. Через 3 месяца в первой защите встретился с непобеждённым американцем, Майклом Марроном (18-0). Пьянета победил нокаутом во 2-м раунде.
30 августа 2008 года, Франческо досрочно победил британца, Скотта Гаммера, в поединке за вакантный титул EBU-EU. В декабре 2008 года победил по очкам непобеждённого француза, Иоганна, Духапаса (17-0).
В апреле 2009 года, Пьянета свёл в ничью 12-и раундовый поединок, с известным поляком, Альбертом Сосновским.
В сентябре Франческо досрочно победил британца Мэтта Скелтона.
В декабре 2009 года в промежуточном поединке победил российского гиганта, Евгения Орлова. В конце года, у Пьянеты была обнаружена злокачественная опухоль. Около года понадобилось на лечение и восстановление, но итальянец справился с болезнью, и вернулся на ринг в декабре 2010 года с победой над американским джорнименом, Майклом Миделтоном.
Последующие бои Пьянета уверенно побеждал рейтинговых боксёров. В ноябре 2011 года победил известного джорнимена, Роберта Хоукинса. Затем в январе 2012 года победил другого джорнимена, Зака Пейджа.
16 мая 2012 года, в рейтинговом поединке, итальянец уверенно перебоксировал бывшего чемпиона, американца, Оливера Маккола.
7 сентября 2012 года, в 10-раундовом бою, Пьянета встретился с южноафриканцем Франсуа Ботой. Встреча продлилась полную дистанцию из десяти отведённых на неё раундов, по итогам которых судьи единогласным решением со счётом 100-96, 99-92 и 97-93 назвали победителем Пьянету. Для Боты это поражение стало первым проигранным по очкам за всю карьеру на профессиональном ринге.
В конце 2012 года, Пьянета в рейтинговом поединке нокаутировал в первом раунде малоизвестного аргентинца, Нельсона Дарио Домингеса (14-1-1).

#### Чемпионский бой с Владимиром Кличко
5 мая 2013 года состоялся матч с Владимиром Кличко. Начиная с первого раунда Владимир завладел явным преимуществом, контролируя своего соперника на дистанции и нанося точные удары с обеих рук. Пьянета пробовал сокращать дистанцию и атаковать длинными ударами слева, но у него решительно ничего не получалось и в четвёртом раунде, после точного удара справа, он оказался в нокдауне. Итальянец смог подняться и продолжить бой, но уже в следующем, пятом раунде, снова побывал на полу после левого бокового Кличко. В шестом раунде украинец вновь отправил своего соперника на настил ринга, тот тяжело встал, и рефери, видя состояние Пьянеты, решил остановить схватку. Пьянета проиграл техническим нокаутом в попытке завоевать чемпионские титулы.

#### Чемпионский бой Русланом Чагаевым
11 июля 2015 года в немецком городе Магдебург состоялся боксёрский вечер, главным событием которого стал поединок Руслана Чагаева и Франческо Пьянеты. Уже в первом раунде Чагаев отправил соперника в нокдаун. Пьянета сумел подняться, но в себя не пришёл и до окончания раунда вновь оказался в нокдауне. Пьянета поднялся до счёта «десять» и на этот раз, но рефери остановил бой, видя, что он не способен продолжать. Таким образом, Чагаев успешно провёл первую защиту своего титула.

#### Бой с Кевином Джонсоном
14 октября 2017 года встретился с бывшим претендентом на титул чемпиона мира Кевином Джонсоном. Пьянета шатался от точных попаданий Кевина уже с 4-го раунда, а американец налегал на работу в туловище. В 7-й трёхминутке всё было кончено: Франческо упал после удара в туловище. На момент остановки Пьянета вёл на картах всех судей.

## Результаты боёв
В таблице перечислены результаты всех поединков боксёров.
В каждой строке указан результат поединка. Дополнительно номер поединка обозначен цветом, который обозначает итог поединка. Расшифровка обозначений и цветов представлена в нижеследующей таблице.
| Пример | Расшифровка                     |
| ------ | ------------------------------- |
|        | Победа                          |
|        | Ничья                           |
|        | Поражение                       |
|        | Планируемый поединок            |
|        | Поединок признан несостоявшимся |
| КО     | Нокаут                          |
| ТКО    | Технический нокаут              |
| PTS    | Решение судей (по очкам)        |
| UD     | Единогласное решение судей      |
| MD     | Решение большинства судей       |
| SD     | Раздельное решение судей        |
| RTD    | Отказ от продолжения боя        |
| DQ     | Дисквалификация                 |
| NC     | Поединок признан несостоявшимся |

| Бой | Рекорд     | Дата             | Соперник                  | Место боя                                                          | Раундов         | Дополнительно                                                            |
| --- | ---------- | ---------------- | ------------------------- | ------------------------------------------------------------------ | --------------- | ------------------------------------------------------------------------ |
| 41  | 35(21)-5-1 | 18 августа 2018  | Тайсон Фьюри (26-0)       | Windsor Park, Белфаст, Северная Ирландия, Великобритания           | UD (10)         | Счёт: 90-100.                                                            |
| 40  | 35(21)-4-1 | 16 июня 2018     | Петар Милаш (11-0)        | Мюнхен, Германия                                                   | UD (10)         | Бой за титул чемпиона по версии IBO International в тяжёлом весе.        |
| 39  | 35(21)-3-1 | 10 марта 2018    | Дасо Симеунович (1-0)     | Maritim Berghotel, Браунлаге, Германия                             | TKO3 (6), 1:39  |                                                                          |
| 38  | 34(20)-3-1 | 14 октября 2017  | Кевин Джонсон (31-8-1)    | Унтершлайсхайм, Германия                                           | TKO7 (10), 2:48 | Утратил титул IBO International heavyweight.                             |
| 37  | 34(20)-2-1 | 8 июля 2017      | Озкан Четинкая (26-11-2)  | Amphitheater, Гельзенкирхен, Германия                              | TKO2 (10), 1:11 | Завоевал вакантный титул IBO International heavyweight.                  |
| 36  | 33(19)-2-1 | 17 июня 2017     | Эди Делибалтоглу (3-2)    | TuS Halle, Траунройт, Германия                                     | TKO3 (6) 0:33   |                                                                          |
| 35  | 32(18)-2-1 | 20 февраля 2016  | Хасан Олаки (6-2)         | König Pilsener Arena, Оберхаузен, Германия                         | TKO5 (6)        |                                                                          |
| 34  | 31(17)-2-1 | 11 июля 2015     | Руслан Чагаев (33-2-1)    | GETEC Arena, Магдебург, Германия                                   | KO1 (12) 2:57   | Бой за титул чемпиона мира по версии WBA (1-я защита Чагаева).           |
| 33  | 31(17)-1-1 | 6 декабря 2014   | Ивица Бацурин (18-6-1)    | Sporthall Budakalász, Будапешт, Венгрия                            | UD (12)         | Защитил титул WBO European heavyweight.                                  |
| 32  | 30(17)-1-1 | 30 мая 2014      | Майкл Виера (14-3-1)      | Energie Verbund-Arena, Дрезден, Германия                           | KO1 (12) 2:20   | Завоевал вакантный титул WBO European heavyweight.                       |
| 31  | 29(16)-1-1 | 6 декабря 2013   | Роберт Теубер (8-0-0)     | Brandenburg Halle, Франкфурт, Германия                             | TKO2 (10) 1:43  | Бой за вакантный титул German International heavyweight.                 |
| 30  | 28(15)-1-1 | 4 мая 2013       | Владимир Кличко (59-3)    | САП-Арена, Мангейм, Германия                                       | TKO6 (12) 2:53  | Бой за титулы чемпиона мира по версиям IBF, IBO, WBO, WBA и The Ring.    |
| 29  | 28(15)-0-1 | 16 ноября 2012   | Нельсон Домингес (14-1-1) | Maritim Hotel, Magdeburg, Sachsen-Anhalt, Германия                 | TKO1 (10) 2:31  |                                                                          |
| 28  | 27(14)-0-1 | 7 сентября 2012  | Франсуа Бота (46-7-3)     | RWE Rhein-Ruhr Sporthalle, Muelheim, Nordrhein-Westfalen, Германия | UD (10)         |                                                                          |
| 27  | 26(14)-0-1 | 16 мая 2012      | Оливер Маккол (56-11)     | Brandenburg Halle, Франкфурт, Германия                             | UD (10)         |                                                                          |
| 26  | 25(14)-0-1 | 7 января 2012    | Зак Пейдж (21-37-2)       | Maritim Hotel, Magdeburg, Sachsen-Anhalt, Германия                 | UD (8)          |                                                                          |
| 25  | 24(14)-0-1 | 21 октября 2011  | Роберт Хоукинс (23-18)    | Brandenburg Halle, Франкфурт, Германия                             | UD (8)          |                                                                          |
| 24  | 23(14)-0-1 | 2 апреля 2011    | Ивица Перкович (15-10)    | Herning Kongrescenter, Herning, Дания                              | TKO3 (8) 1:23   |                                                                          |
| 23  | 22(13)-0-1 | 12 февраля 2011  | Самир Куртагич (9-1)      | RWE Rhein-Ruhr Sporthalle, Muelheim, Nordrhein-Westfalen, Германия | UD (8)          |                                                                          |
| 22  | 21(13)-0-1 | 18 декабря 2010  | Майк Мидделтон (13-19-1)  | Max Schmeling Halle, Prenzlauer Berg, Berlin, Германия             | KO1 (8) 1:10    |                                                                          |
| 21  | 20(12)-0-1 | 5 декабря 2009   | Евгений Орлов (10-5-1)    | Arena, Ludwigsburg, Baden-Württemberg, Германия                    | UD (8)          |                                                                          |
| 20  | 19(12)-0-1 | 19 сентября 2009 | Мэтт Скелтон (22-3)       | Jahnsportforum, Neubrandenburg, Mecklenburg-Vorpommern, Германия   | RTD8 (12) 3:00  | Бой за титул EBU-EU (European Union), 3-я защита Пьянеты.                |
| 19  | 18(11)-0-1 | 4 апреля 2009    | Альберт Сосновский (44-2) | Burg-Waechter Castello, Düsseldorf, Nordrhein-Westfalen, Германия  | SD (12)         | Бой за титул EBU-EU (European Union), 2-я защита Пьянеты.                |
| 18  | 18(11)-0   | 20 декабря 2008  | Жоан Дюапа (17-0)         | Hallenstadion, Zurich, Швейцария                                   | UD (12)         | Бой за титул EBU-EU (European Union), 1-я защита Пьянеты.                |
| 17  | 17(11)-0   | 30 сентября 2008 | Скотт Гаммер (18-2-1)     | Max Schmeling Halle, Prenzlauer Berg, Berlin, Германия             | RTD8 (12) 3:00  | Бой за вакантный титул EBU-EU (European Union).                          |
| 16  | 16(10)-0   | 17 мая 2008      | Майкл Маррон (18-0)       | Oberfrankenhalle, Bayreuth, Bayern, Германия                       | TKO2 (10) 1:23  | Бой за молодёжный титул чемпиона мира по версии WBC, 1-я защита Пьянеты. |
| 15  | 15(9)-0    | 16 февраля 2008  | Доннел Виггинс (24-9-4)   | Nuernberg Arena, Nuremberg (Nürnberg), Bayern, Германия            | KO3 (10) 2:04   | Бой за вакантный молодёжный титул чемпиона мира по версии WBC.           |
| 14  | 14(8)-0    | 16 февраля 2008  | Паоло Феррара (24-12-1)   | Seidensticker Halle, Bielefeld, Nordrhein-Westfalen, Германия      | UD (10)         |                                                                          |
| Бой | Рекорд     | Дата             | Соперник                  | Место боя                                                          | Раундов         | Дополнительно                                                            |